# Damien Godet
Damien Godet (nascido em 10 de novembro de 1986) é um ciclista de BMX profissional francês. Conquistou a medalha de bronze na prova de cruiser masculino no Campeonato Mundial UCI de 2006, em São Paulo, Brasil e mais tarde, representou sua nação, França, nos Jogos Olímpicos de Verão de 2008 em Pequim, China.

## Palmarés internacional
| Campeonato Mundial | Campeonato Mundial  | Campeonato Mundial | Campeonato Mundial |
| Ano                | Local               | Medalha            | Competição         |
| ------------------ | ------------------- | ------------------ | ------------------ |
| 2006               | São Paulo ( Brasil) | 3                  | Cruiser            |